# George Sutherland-Leveson-Gower, II duca di Sutherland
George Leveson-Gower, II duca di Sutherland (Londra, 8 agosto 1786 – Staffordshire, 22 febbraio 1861), è stato un nobile e politico inglese.

## Biografia
Era il primogenito di George Leveson-Gower, I duca di Sutherland, e di sua moglie, Lady Elizabeth Sutherland, XIX contessa di Sutherland. Ha studiato alla Harrow School tra il 1798 e il 1803, poi è entrato Christ Church di Oxford.
Suo padre morì nel 1833, dopo solo sei mesi da quando era stato creato duca di Sutherland da Guglielmo IV per il suo sostegno della Reform Act 1832, e così egli gli succedette. Sua madre, che era la XIX contessa di Sutherland nel suo pieno diritto morì nel 1839 e così il suo antico titolo scozzese passò a George, che divenne anche XX conte di Sutherland e questi due titoli si sono uniti nella stessa persona fino al 1963. È stato il secondo duca che ha assunto il cognome aggiuntivo di Sutherland in modo che il suo nome di famiglia divenne Sutherland-Leveson-Gower.
Era un appassionato collezionista di libri ed è stato uno dei membri fondatori del Roxburghe Club nel 1812.
È stato curatore della National Gallery dal 1835 e del British Museum dal 1841 alla sua morte, e fu nominato commissario di Belle Arti nel 1841.

## Carriera politica
Fu deputato per la Cornovaglia pocket borough di St. Mawes nel 1808. Nel 1812, rappresentò Staffordshire di Newcastle-Under-Lyme, fino al 1815, quando stava per diventare uno dei deputati della contea di Staffordshire, carica che mantenne fino al 1820.
È stato anche Lord luogotenente per la contea di Sutherland dal 1831 fino alla sua morte, fu nominato maestro di casa del Comune di Stafford nel 1833, ed è stato Lord luogotenente di Shropshire (1839-1845).
Fu nominato Cavaliere della Giarrettiera nel 1841.

## Matrimonio
Sposò, il 28 maggio 1823, Lady Harriet Elizabeth Georgiana Howard (1806 - 27 ottobre 1868), figlia di George Howard, VI conte di Carlisle. Ebbero undici figli:
- Lady Georgiana Elizabeth (30 maggio 1824-25 maggio 1878), sposò George Douglas Campbell, VIII duca di Argyll, ebbero figli;
- Lady Evelyn (8 agosto 1825-1869), sposò Charles Stuart, XII Lord Blantyre, ebbero figli;
- Lady Caroline Leveson-Gower (15 aprile 1827-1887), sposò Charles FitzGerald, IV duca di Leinster, ebbero figli;
- George Sutherland-Leveson-Gower, III duca di Sutherland (19 dicembre 1828-22 settembre 1892);
- Lady Blanche Julia Leveson-Gower (26 giugno 1830-24 febbraio 1832);
- Lord Frederick George (11 novembre 1832-6 ottobre 1854);
- Lady Constance Gertrude (16 giugno 1834-1880), sposò Hugh Grosvenor, I duca di Westminster, ebbero figli;
- Lady Victoria Leveson-Gower (16 maggio 1838-19 giugno 1839);
- Lord Albert Leveson-Gower (21 novembre 1843-23 dicembre 1874), sposò Grace Abdy, ebbero figli;
- Lord Ronald Charles Leveson-Gower (2 agosto 1845-9 marzo 1916);
- Lady Alexandrina Leveson-Gower (3 febbraio 1848-21 giugno 1849).

## Morte
Morì il 22 febbraio 1861, a 75 anni, a Trentham Hall, Staffordshire.

## Ascendenza
|                                                        |                                              |                                       | Genitori                                        |  |  | Nonni |  |  | Bisnonni                          |  |  | Trisnonni                          |  |
|                                                        |                                              |                                       |                                                 |  |  |       |  |  | John Leveson-Gower, I conte Gower |  |  | John Leveson-Gower, I barone Gower |  |
|                                                        |                                              |                                       |                                                 |  |  |       |  |  | John Leveson-Gower, I conte Gower |  |  | John Leveson-Gower, I barone Gower |  |
|                                                        |                                              | Catherine Manners                     |                                                 |  |  |       |  |  | John Leveson-Gower, I conte Gower |  |  |                                    |  |
| Granville Leveson-Gower, I marchese di Stafford        |                                              |                                       |                                                 |  |  |       |  |  | John Leveson-Gower, I conte Gower |  |  |                                    |  |
|                                                        |                                              | Evelyn Pierrepont                     | Evelyn Pierrepont, I duca di Kingston-upon-Hull |  |  |       |  |  |                                   |  |  |                                    |  |
|                                                        |                                              | Evelyn Pierrepont                     | Evelyn Pierrepont, I duca di Kingston-upon-Hull |  |  |       |  |  |                                   |  |  |                                    |  |
|                                                        |                                              | Evelyn Pierrepont                     | Mary Feilding                                   |  |  |       |  |  |                                   |  |  |                                    |  |
| George Leveson-Gower, I duca di Sutherland             |                                              | Evelyn Pierrepont                     |                                                 |  |  |       |  |  |                                   |  |  |                                    |  |
|                                                        |                                              | Scroop Egerton, I duca di Bridgewater | John Egerton, III conte di Bridgewater          |  |  |       |  |  |                                   |  |  |                                    |  |
|                                                        |                                              | Scroop Egerton, I duca di Bridgewater | John Egerton, III conte di Bridgewater          |  |  |       |  |  |                                   |  |  |                                    |  |
|                                                        |                                              | Scroop Egerton, I duca di Bridgewater | Jane Paulet                                     |  |  |       |  |  |                                   |  |  |                                    |  |
| Louisa Egerton                                         |                                              | Scroop Egerton, I duca di Bridgewater |                                                 |  |  |       |  |  |                                   |  |  |                                    |  |
|                                                        |                                              | Rachael Russell                       | Wriothesley Russell, II duca di Bedford         |  |  |       |  |  |                                   |  |  |                                    |  |
|                                                        |                                              | Rachael Russell                       | Wriothesley Russell, II duca di Bedford         |  |  |       |  |  |                                   |  |  |                                    |  |
|                                                        |                                              | Rachael Russell                       | Elizabeth Howland                               |  |  |       |  |  |                                   |  |  |                                    |  |
| George Sutherland-Leveson-Gower, II duca di Sutherland |                                              | Rachael Russell                       |                                                 |  |  |       |  |  |                                   |  |  |                                    |  |
|                                                        | William Sutherland, XVII conte di Sutherland | William Gordon, lord Strathnaver      |                                                 |  |  |       |  |  |                                   |  |  |                                    |  |
|                                                        | William Sutherland, XVII conte di Sutherland | William Gordon, lord Strathnaver      |                                                 |  |  |       |  |  |                                   |  |  |                                    |  |
|                                                        | William Sutherland, XVII conte di Sutherland | Catherine Morison                     |                                                 |  |  |       |  |  |                                   |  |  |                                    |  |
| William Sutherland, XVIII conte di Sutherland          | William Sutherland, XVII conte di Sutherland |                                       |                                                 |  |  |       |  |  |                                   |  |  |                                    |  |
|                                                        |                                              | Elizabeth Wemyss                      | David Wemyss, IV conte di Wemyss                |  |  |       |  |  |                                   |  |  |                                    |  |
|                                                        |                                              | Elizabeth Wemyss                      | David Wemyss, IV conte di Wemyss                |  |  |       |  |  |                                   |  |  |                                    |  |
|                                                        |                                              | Elizabeth Wemyss                      | Elizabeth St. Clair                             |  |  |       |  |  |                                   |  |  |                                    |  |
| Elizabeth Sutherland, XIX contessa di Sutherland       |                                              | Elizabeth Wemyss                      |                                                 |  |  |       |  |  |                                   |  |  |                                    |  |
|                                                        |                                              | William Maxwell                       | …                                               |  |  |       |  |  |                                   |  |  |                                    |  |
|                                                        |                                              | William Maxwell                       | …                                               |  |  |       |  |  |                                   |  |  |                                    |  |
|                                                        |                                              | William Maxwell                       | …                                               |  |  |       |  |  |                                   |  |  |                                    |  |
| Mary Maxwell                                           |                                              | William Maxwell                       |                                                 |  |  |       |  |  |                                   |  |  |                                    |  |
|                                                        |                                              | Elizabeth Hairstanes                  | William Hairstanes                              |  |  |       |  |  |                                   |  |  |                                    |  |
|                                                        |                                              | Elizabeth Hairstanes                  | William Hairstanes                              |  |  |       |  |  |                                   |  |  |                                    |  |
|                                                        |                                              | Elizabeth Hairstanes                  | Mary Maxwell                                    |  |  |       |  |  |                                   |  |  |                                    |  |
|                                                        |                                              | Elizabeth Hairstanes                  |                                                 |  |  |       |  |  |                                   |  |  |                                    |  |